# Augustin Bartenstein
Augustin svobodný pán Bartenstein (1811, Kottingbrunn – 12. května 1886, Mikulov ) byl rakouský římskokatolický kněz a prelát. 

## Činnost

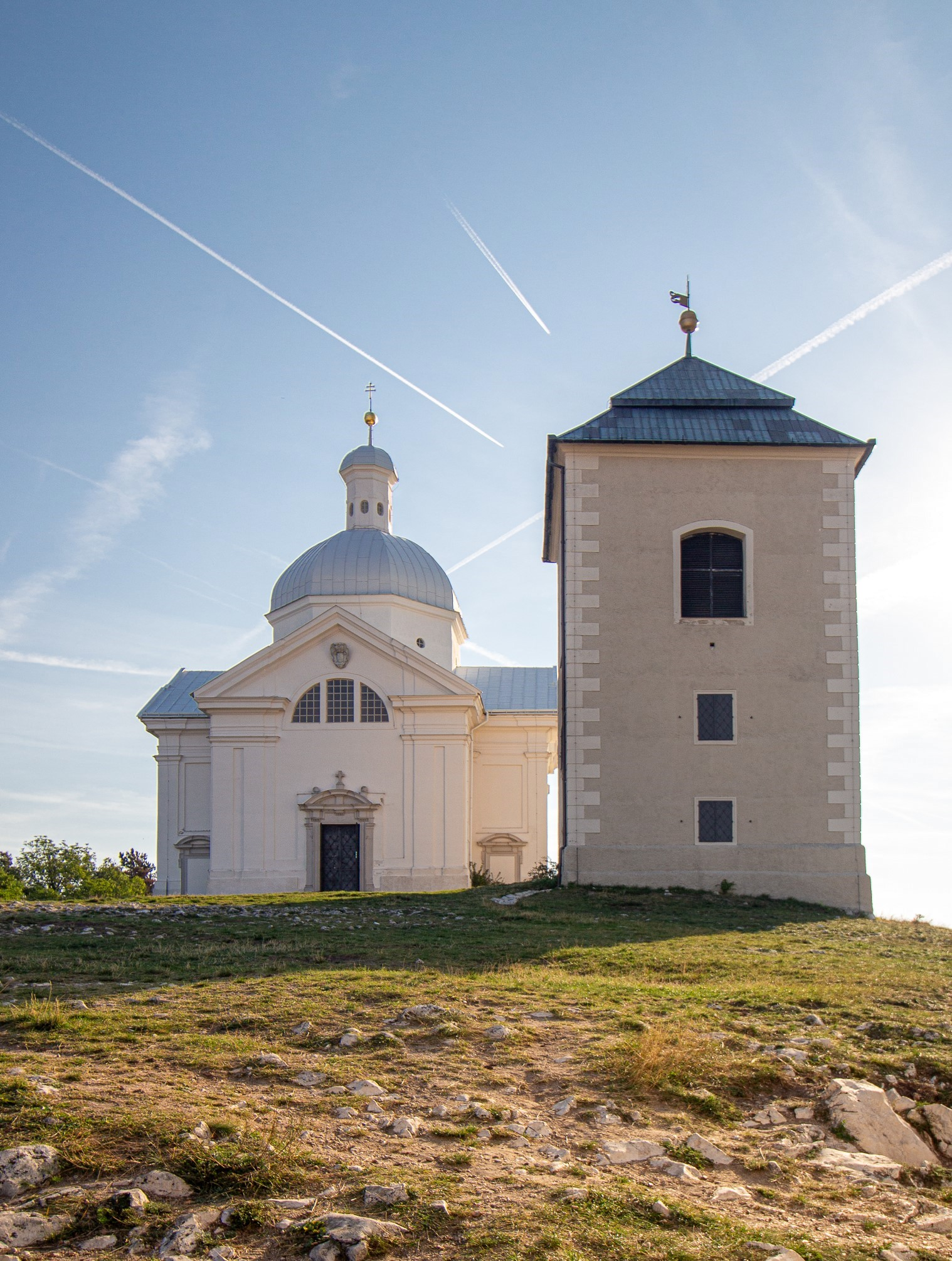
Kaple svatého Šebestiána v poutním areálu Svatý kopeček v Mikulově

V letech 1861–1886 byl proboštem Význačné kolegiátní kapituly v Mikulově. 
Je znám především díky své snaze o obnovu poutního areálu na Svatém Kopečku, který znovu vysvětil v roce 1865.